# Canaán
Canaán är en ort i Mexiko.   Den ligger i kommunen Santa María Chimalapa och delstaten Oaxaca, i den sydöstra delen av landet, 600 km sydost om huvudstaden Mexico City. Canaán ligger 338 meter över havet och antalet invånare är 114.
Terrängen runt Canaán är huvudsakligen kuperad, men norrut är den bergig. Canaán ligger nere i en dal.  Trakten runt Canaán är nära nog obefolkad, med mindre än två invånare per kvadratkilometer. Närmaste större samhälle är Cal y Mayor, 8,4 km sydost om Canaán. I omgivningarna runt Canaán växer i huvudsak städsegrön lövskog.